# Castillonnès
Castillonnès [kastijɔnɛs] est une commune du Sud-Ouest de la France, située dans le département de Lot-et-Garonne (région Nouvelle-Aquitaine).

## Géographie

### Localisation
Commune située sur le Dropt et la route nationale 21 entre Bergerac et Agen en Pays du Dropt.

### Communes limitrophes
Les communes limitrophes sont  Cahuzac, Douzains, Ferrensac, Lougratte, Montauriol et Saint-Quentin-du-Dropt.
| Cahuzac    | Saint-Quentin-du-Dropt |           |
| Douzains   | Castillonnès           | Ferrensac |
| Montauriol | Lougratte              |           |

### Climat
Pour des articles plus généraux, voir Climat de la Nouvelle-Aquitaine et Climat de Lot-et-Garonne.
Historiquement, la commune est exposée à un climat océanique aquitain.  
En 2020, Météo-France publie une typologie des climats de la France métropolitaine dans laquelle la commune est dans une zone de transition entre le climat océanique et le climat océanique altéré et est dans la région climatique Aquitaine, Gascogne, caractérisée par une pluviométrie abondante au printemps, modérée en automne, un faible ensoleillement au printemps, un été chaud (19,5 °C), des vents faibles, des brouillards fréquents en automne et en hiver et des orages fréquents en été (15 à 20 jours).
Pour la période 1971-2000, la température annuelle moyenne est de 13,1 °C, avec une amplitude thermique annuelle de 15 °C. Le cumul annuel moyen de précipitations est de 794 mm, avec 9,9 jours de précipitations en janvier et 7,3 jours en juillet. Pour la période 1991-2020, la température moyenne annuelle observée sur la station météorologique la plus proche, située sur la commune de Cancon à 13 km à vol d'oiseau, est de 13,4 °C et le cumul annuel moyen de précipitations est de 852,4 mm,. Pour l'avenir, les paramètres climatiques de la commune estimés pour 2050 selon différents scénarios d'émission de gaz à effet de serre sont consultables sur un site dédié publié par Météo-France en novembre 2022.

## Urbanisme

### Typologie
Au 1er janvier 2024, Castillonnès est catégorisée bourg rural, selon la nouvelle grille communale de densité à sept niveaux définie par l'Insee en 2022.
Elle est située hors unité urbaine et hors attraction des villes,.

### Occupation des sols

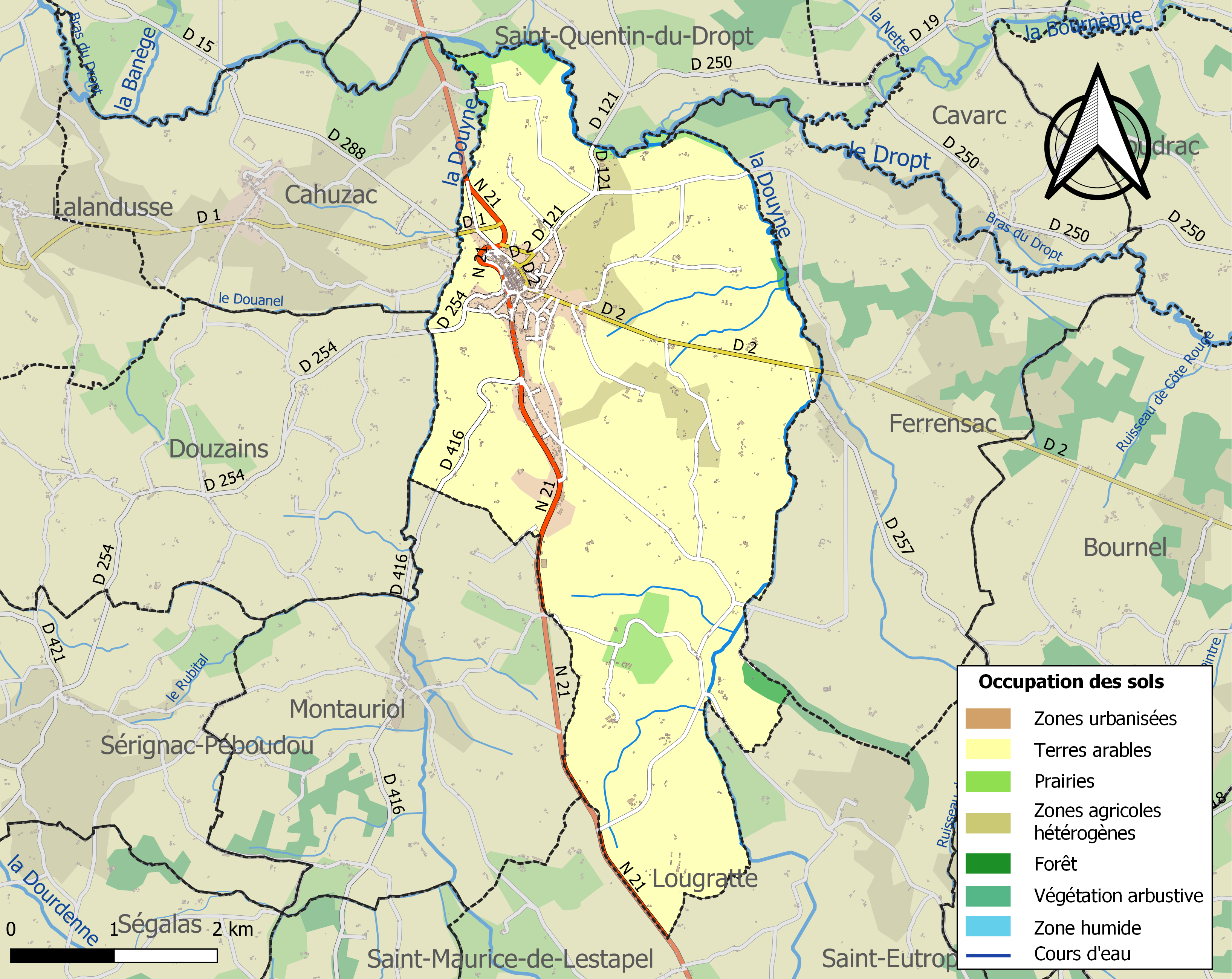
Carte des infrastructures et de l'occupation des sols de la commune en 2018 (CLC).

L'occupation des sols de la commune, telle qu'elle ressort de la base de données européenne d’occupation biophysique des sols Corine Land Cover (CLC), est marquée par l'importance des territoires agricoles (92,9 % en 2018), en diminution par rapport à 1990 (95,8 %). La répartition détaillée en 2018 est la suivante : 
terres arables (82,6 %), zones agricoles hétérogènes (6,6 %), zones urbanisées (6,5 %), prairies (3,8 %), forêts (0,6 %). L'évolution de l’occupation des sols de la commune et de ses infrastructures peut être observée sur les différentes représentations cartographiques du territoire : la carte de Cassini (XVIIIe siècle), la carte d'état-major (1820-1866) et les cartes ou photos aériennes de l'IGN pour la période actuelle (1950 à aujourd'hui).

### Risques majeurs
Le territoire de la commune de Castillonnès est vulnérable à différents aléas naturels : météorologiques (tempête, orage, neige, grand froid, canicule ou sécheresse), inondations, mouvements de terrains et séisme (sismicité très faible). Il est également exposé à un risque technologique,  le transport de matières dangereuses. Un site publié par le BRGM permet d'évaluer simplement et rapidement les risques d'un bien localisé soit par son adresse soit par le numéro de sa parcelle.

#### Risques naturels
Certaines parties du territoire communal sont susceptibles d’être affectées par le risque d’inondation par une crue à  débordement lent de cours d'eau, notamment le Dropt, la Douyne de Tourette et la Douyne. La commune a été reconnue en état de catastrophe naturelle au titre des dommages causés par les inondations et coulées de boue survenues en 1982, 1993, 1999 et 2009,.
Les mouvements de terrains susceptibles de se produire sur la commune sont des affaissements et effondrements liés aux cavités souterraines (hors mines) et des tassements différentiels. Afin de mieux appréhender le risque d’affaissement de terrain, un inventaire national permet de localiser les éventuelles cavités souterraines sur la commune.

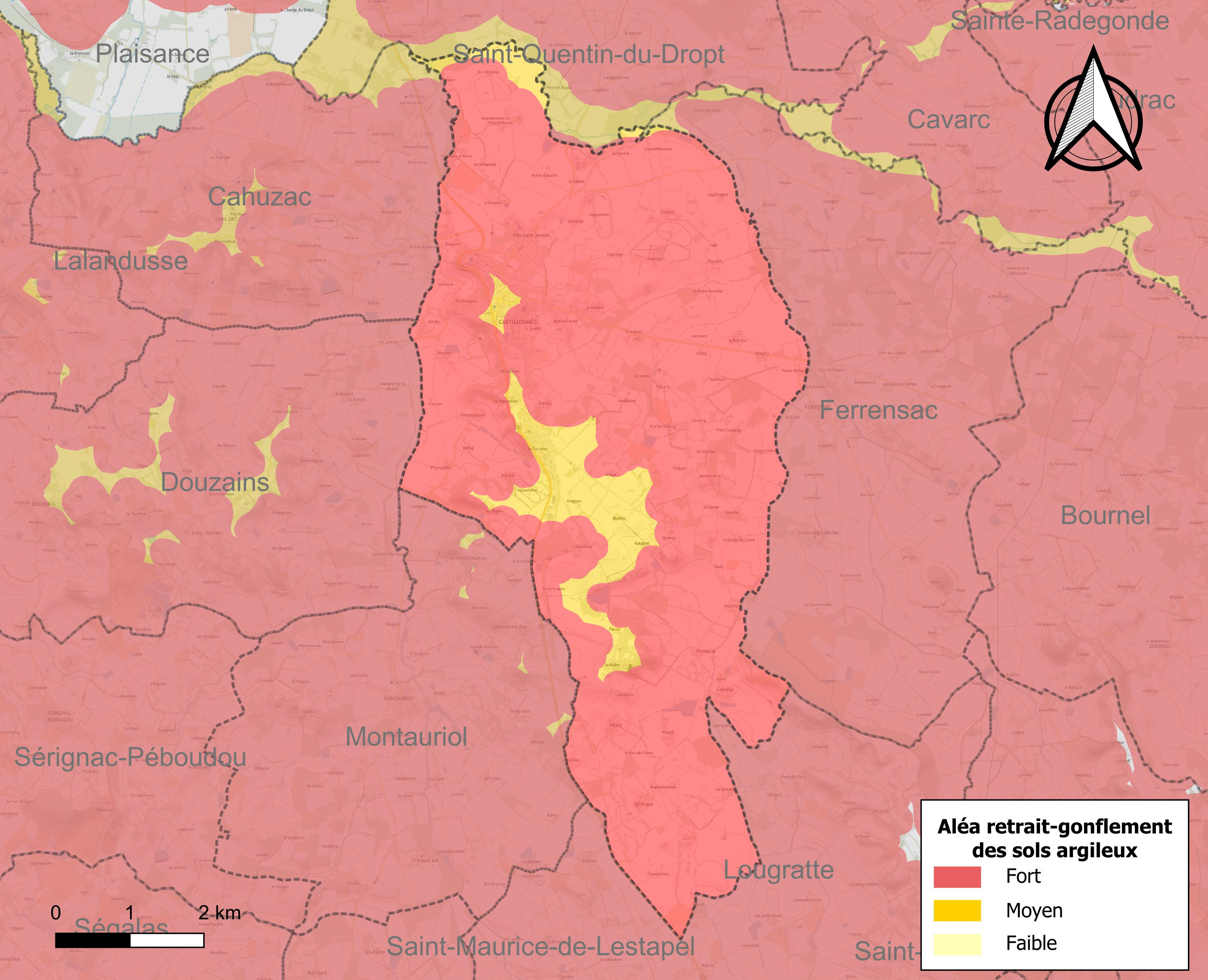
Carte des zones d'aléa retrait-gonflement des sols argileux de Castillonnès.

Le retrait-gonflement des sols argileux est susceptible d'engendrer des dommages importants aux bâtiments en cas d’alternance de périodes de sécheresse et de pluie. La totalité de la commune est en aléa moyen ou fort (91,8 % au niveau départemental et 48,5 % au niveau national). Depuis le 1er octobre 2020, en application de la loi ELAN, différentes contraintes s'imposent aux vendeurs, maîtres d'ouvrages ou constructeurs de biens situés dans une zone classée en aléa moyen ou fort,.
Concernant les mouvements de terrains, la commune a été reconnue en état de catastrophe naturelle au titre des dommages causés par la sécheresse en 2002, 2003, 2005 et 2017 et par des mouvements de terrain en 1999.

## Toponymie
En occitan, la commune porte le nom de Castilhonés.

## Histoire
Le site de Castillonnès faisait partie du domaine de l'abbaye de Cadouin. Les terres avaient été données à l'abbaye à la mort du chevalier Maurin de la famille des seigneurs de Mons, vers 1150. Pour les entretenir, l'abbaye de Cadouin y a fondé l'abbaye ou le prieuré de Grand-Mauroux. Elle a fait venir des ouvriers agricoles du Limousin et du Périgord pour assécher les marais et défricher le territoire. Ils ont été logés dans un hameau proche nommé Défès. L'abbaye de Grand-Mauroux a prospéré jusqu'au XIVe siècle, puis ses bâtiments ont été détruits au cours des guerres de religion. La colline sur laquelle a été implantée la bastide de Castillonnès se trouvait à 3 km du Grand-Mauroux et son prieur portait le titre de gouverneur.
L'acte de paréage fondant la bastide a été signé le 10 septembre 1259 par Élie, abbé de Cadouin, qui cède les deux tiers des terres nécessaires, les frères Bertrand et Arnaud de Mons cédant le tiers, et le sénéchal d'Agenais, Guillaume de Bagnols, à la demande du comte de Toulouse, Alphonse de Poitiers.
Août 1266, Alphonse de Poitiers accorde une charte des coutumes sur le modèle de celle de Monflanquin et de Monclar, de 1256.
Castillonnès devient le siège d'une baylie agenaise en 1269.
En 1318, Édouard II d'Angleterre, duc d'Aquitaine, confirme les coutumes et annexe la ville à la Couronne, comme la plupart des principaux bourgs de l'Agenais. Il fait fortifier le bourg de Castillonnès entre 1312 et 1315. La commune doit construire les murs, le roi-duc, les portes. En 1368, le Prince Noir confirme les coutumes.
La charte est renouvelée par Louis d'Anjou en 1372 avec huit concessions nouvelles, confirmée par Charles V en 1373, puis par François Ier. Une nouvelle charte octroyant de nouveaux privilèges est signée par Louis d'Anjou en 1377 à Bergerac, confirmée par Charles VIII en 1483. Les chartes de coutumes  sont confirmées par Henri II, en 1548, et Henri, roi de Navarre, gouverneur de Guyenne, en octobre 1576.
La commune de Celles-et-Roquadet-Paroixe fut annexée par Castillonès en 1806.

## Héraldique
| Blason de Castillonnès | Blason  | D'azur aux trois châteaux d'argent.                                                                                                   |
| Blason de Castillonnès | Détails | Armes parlantes. Le statut officiel du blason reste à déterminer.                                                                     |
| Blason de Castillonnès | Alias   | D’azur à trois tours couvertes et pavillonnées d’argent, ouvertes de sable, accompagnées de trois fleurs de lis d’or rangées en chef. |
| Blason de Castillonnès | Alias   | D'azur au château de trois tours couvertes d'argent, celle du milieu flammée de gueules.                                              |

## Politique et administration

### Liste des maires
| Période                                  | Période   | Identité                   | Étiquette    | Qualité          |
| ---------------------------------------- | --------- | -------------------------- | ------------ | ---------------- |
| 1790                                     | 1790      | Henri de Béraud            |              | Négociant        |
| 1791                                     | 1791      | Guillaume Taurel-Lagrausse |              | Notaire          |
| 1792                                     | 1792      | Guillaume Lartigue         |              | Notaire          |
| 1957                                     | mars 1959 | Léon-Jeffrey Hoare         |              | Instituteur      |
| mars 1959                                | mars 1971 | André Charles Durou        |              | Transporteur     |
| mars 1971                                | 1974      | Guy Capmas                 |              |                  |
| 1974                                     | 1982      | Alix Beauvie               |              |                  |
| 1982                                     | mars 1983 | Robert Bel                 |              |                  |
| mars 1983                                | mars 2008 | Jacques Yvinec             | UDF puis UMP | Médecin retraité |
| mars 2008                                | En cours  | Pierre Sicaud              | DVD          |                  |
| Les données manquantes sont à compléter. |           |                            |              |                  |

### Jumelages
Soultzeren (Haut-Rhin) (France) depuis 1976.

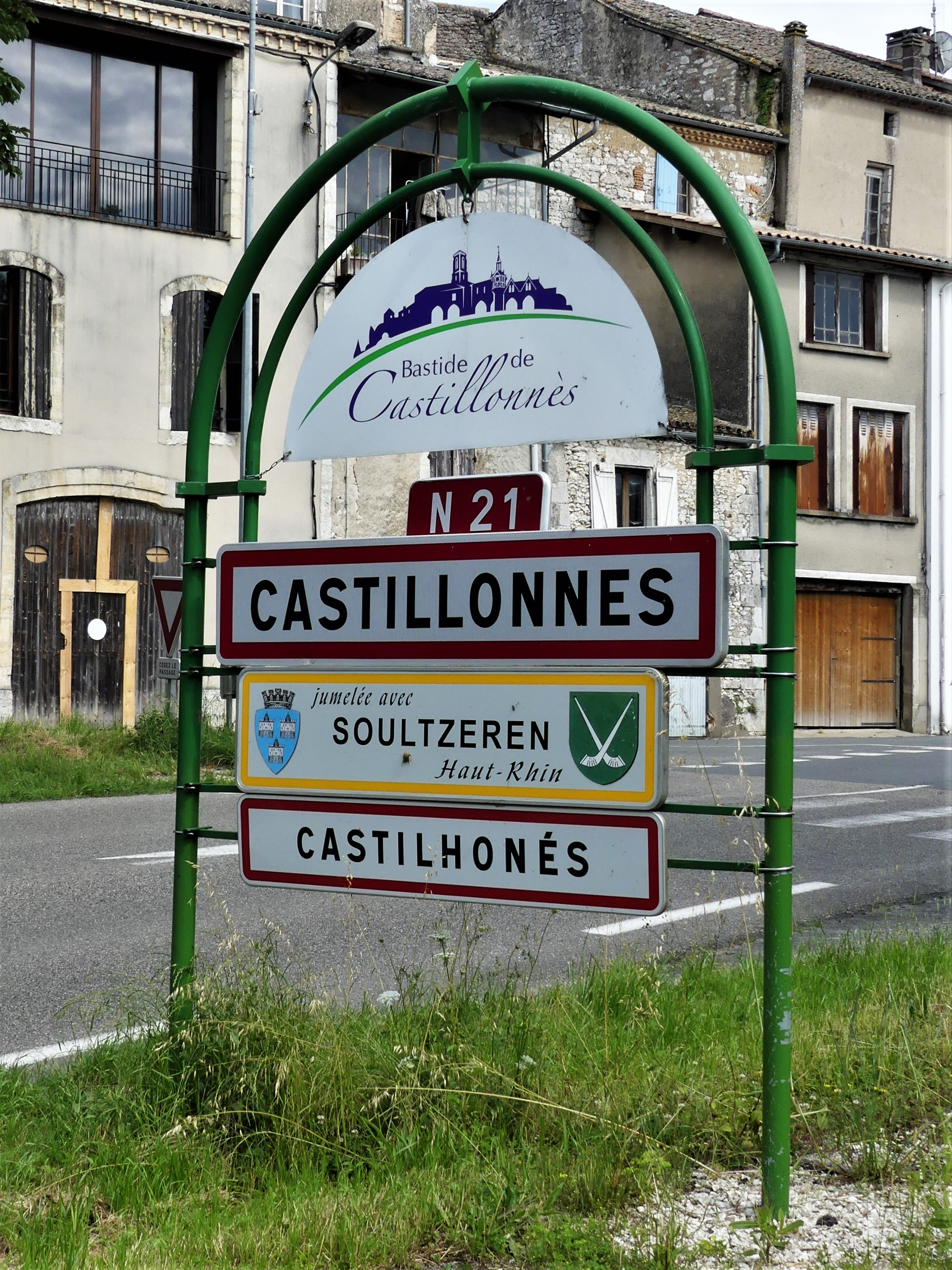
Panneau d'entrée à Castillonnès.

En mai 2024, la commune québécoise de Trois-Pistoles se jumelle avec l'association « Rive du Dropt » qui regroupe sept communes françaises de la Dordogne et de Lot-et-Garonne, dont Castillonnès.

## Population et société

### Démographie
L'évolution du nombre d'habitants est connue à travers les recensements de la population effectués dans la commune depuis 1793. Pour les communes de moins de 10 000 habitants, une enquête de recensement portant sur toute la population est réalisée tous les cinq ans, les populations de référence des années intermédiaires étant quant à elles estimées par interpolation ou extrapolation. Pour la commune, le premier recensement exhaustif entrant dans le cadre du nouveau dispositif a été réalisé en 2004.

En 2022, la commune comptait 1 359 habitants, en évolution de −5,82 % par rapport à 2016 (Lot-et-Garonne : −0,18 %, France hors Mayotte : +2,11 %).
| 1793  | 1800  | 1806  | 1821  | 1831  | 1836  | 1841  | 1846  | 1851  |
| ----- | ----- | ----- | ----- | ----- | ----- | ----- | ----- | ----- |
| 1 746 | 1 533 | 1 646 | 1 856 | 2 028 | 1 986 | 1 908 | 1 974 | 2 100 |

| 1856  | 1861  | 1866  | 1872  | 1876  | 1881  | 1886  | 1891  | 1896  |
| ----- | ----- | ----- | ----- | ----- | ----- | ----- | ----- | ----- |
| 2 002 | 2 134 | 2 094 | 2 023 | 2 055 | 2 081 | 2 068 | 1 936 | 1 923 |

| 1901  | 1906  | 1911  | 1921  | 1926  | 1931  | 1936  | 1946  | 1954  |
| ----- | ----- | ----- | ----- | ----- | ----- | ----- | ----- | ----- |
| 1 811 | 1 687 | 1 687 | 1 473 | 1 470 | 1 434 | 1 363 | 1 403 | 1 466 |

| 1962  | 1968  | 1975  | 1982  | 1990  | 1999  | 2004  | 2006  | 2009  |
| ----- | ----- | ----- | ----- | ----- | ----- | ----- | ----- | ----- |
| 1 524 | 1 408 | 1 353 | 1 382 | 1 424 | 1 325 | 1 491 | 1 499 | 1 414 |

| 2014  | 2019  | 2022  | - | - | - | - | - | - |
| ----- | ----- | ----- | - | - | - | - | - | - |
| 1 421 | 1 370 | 1 359 | - | - | - | - | - | - |

### Sports
rugby à XV
- L'US Castillonnès :
  - Vainqueur du championnat de France de Promotion Honneur en 2006

## Culture et patrimoine

### Cinéma
Plusieurs films et séries ont été tournés dans la commune en particulier : 
- 1961 : Tout l'or du monde de René Clair.

### Lieux et monuments
- Hippodrome de Sarlande
- Ville possédant des remparts du Moyen Âge
- Sentier de grande randonnée GR 636
- Sentier de grande randonnée GR 654
- Hôtel de Cours de Thomazeau, hôtel construit vers 1770, inscrit au titre des monuments historiques en 1996[31].
- Église Saint-Pierre de Castillonnès. Sa construction a été entreprise à cet emplacement dès l'implantation de la bastide en 1259. Il ne subsiste de cette première église que les murs en bel appareil avec un chevet plat. L'église est détruite une première fois pendant la guerre de Cent Ans. Elle est à nouveau incendiée pendant les guerres de religion. La voûte actuelle et le clocher quadrangulaire ont été construits au début du XXe siècle. L'église abrite un beau retable du XVIIe siècle, classé au titre d'objet en 1959, provenant de la cathédrale d'Agen. Les vitraux ont été réalisés en 1968. Ils sont l'œuvre de maquettistes tchécoslovaques - Zan Zoriàc, Mila Disman, Jiri Figer - et du maître verrier Louis Franchéo.

#### Église Saint-Pierre

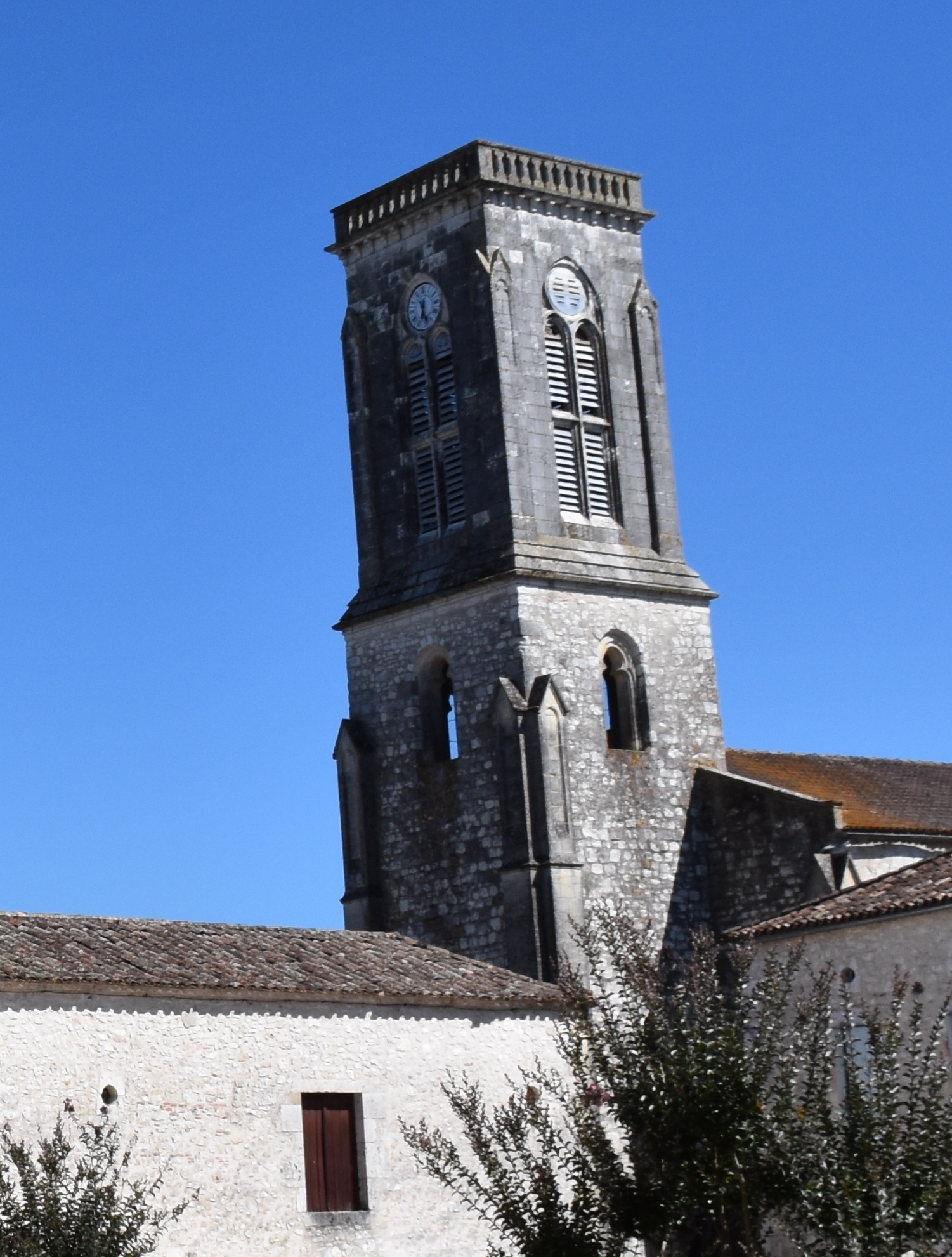
Le clocher vu de la place centrale.
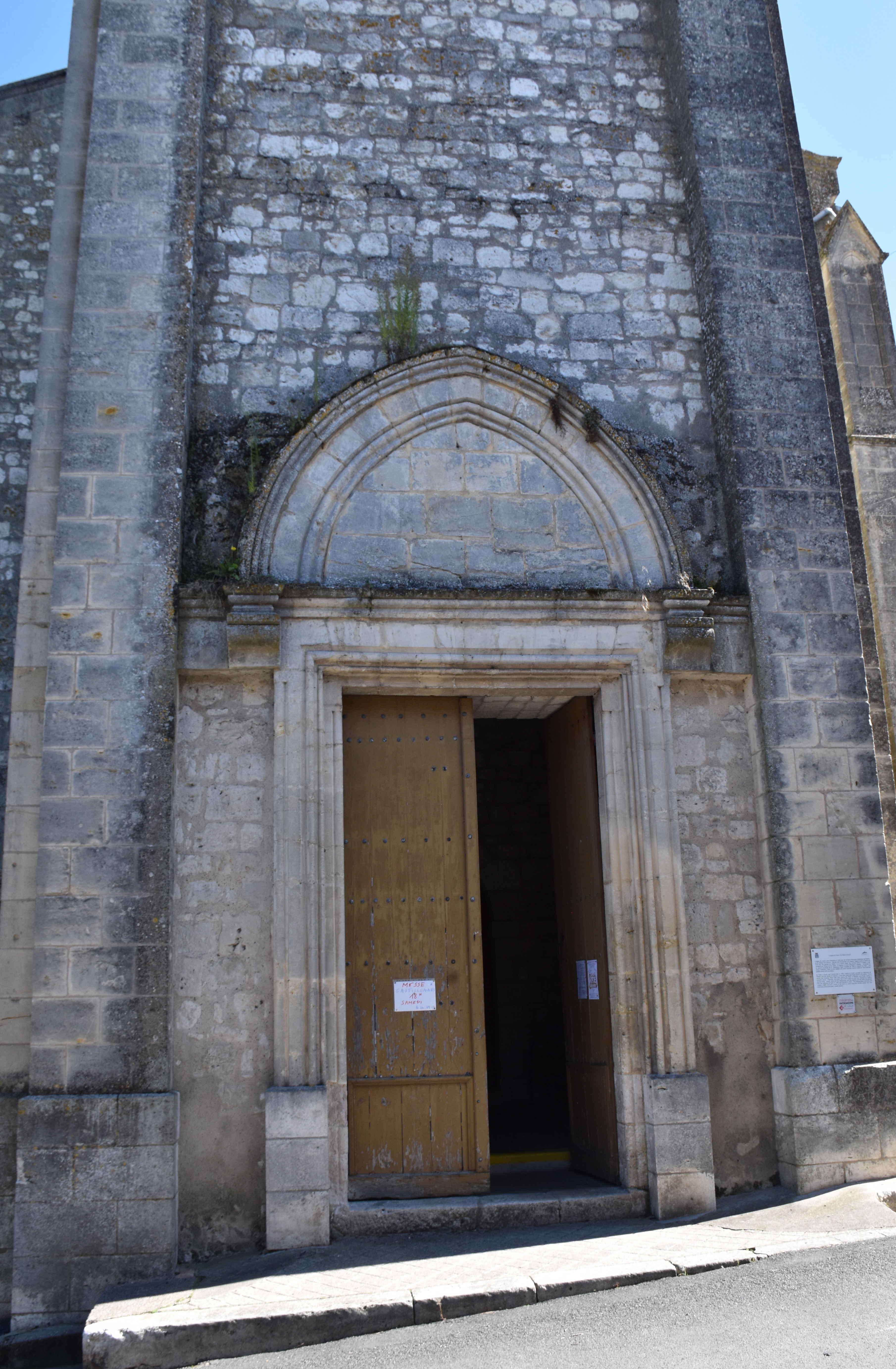
Vue du porche.
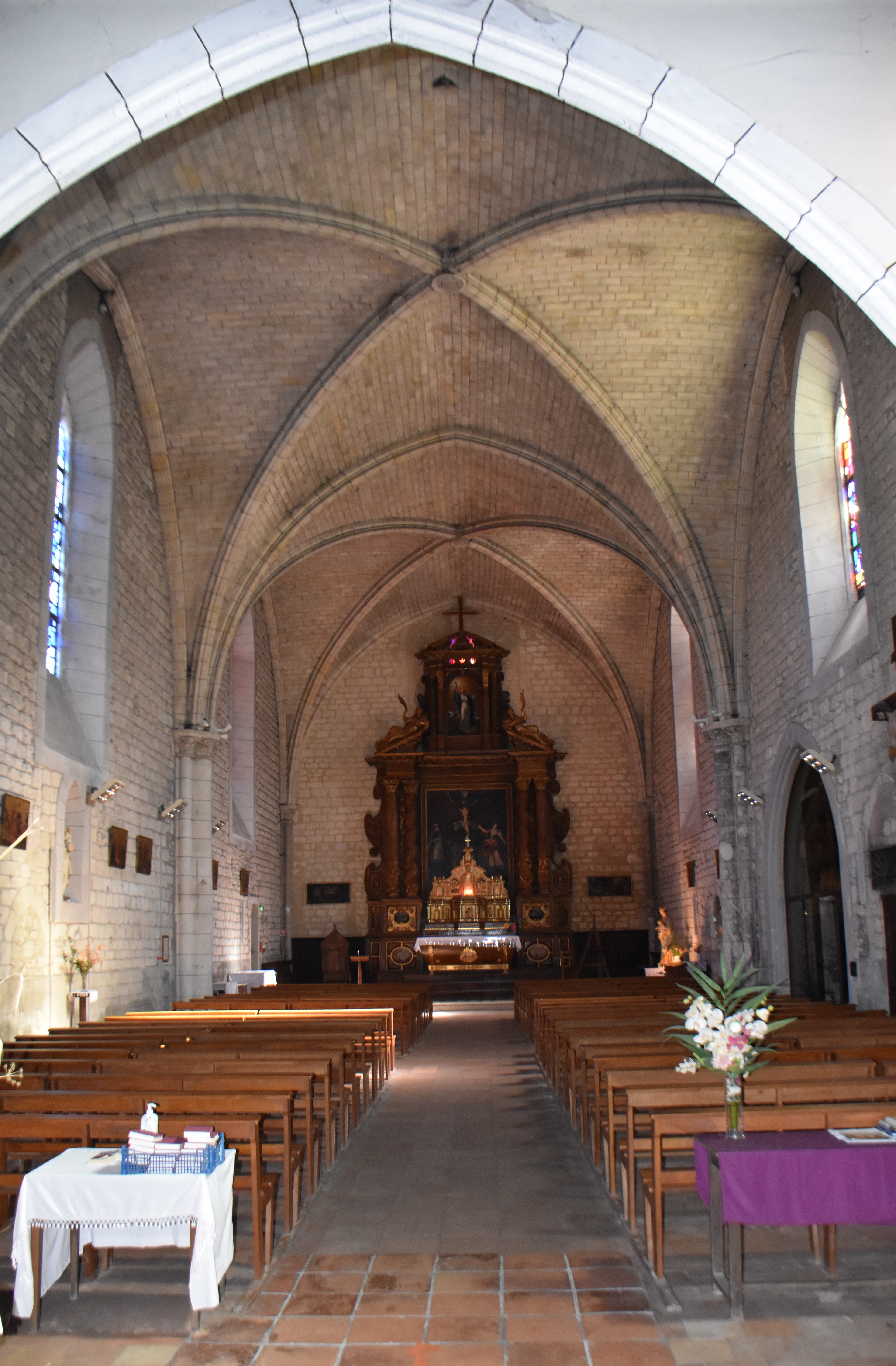
La nef A
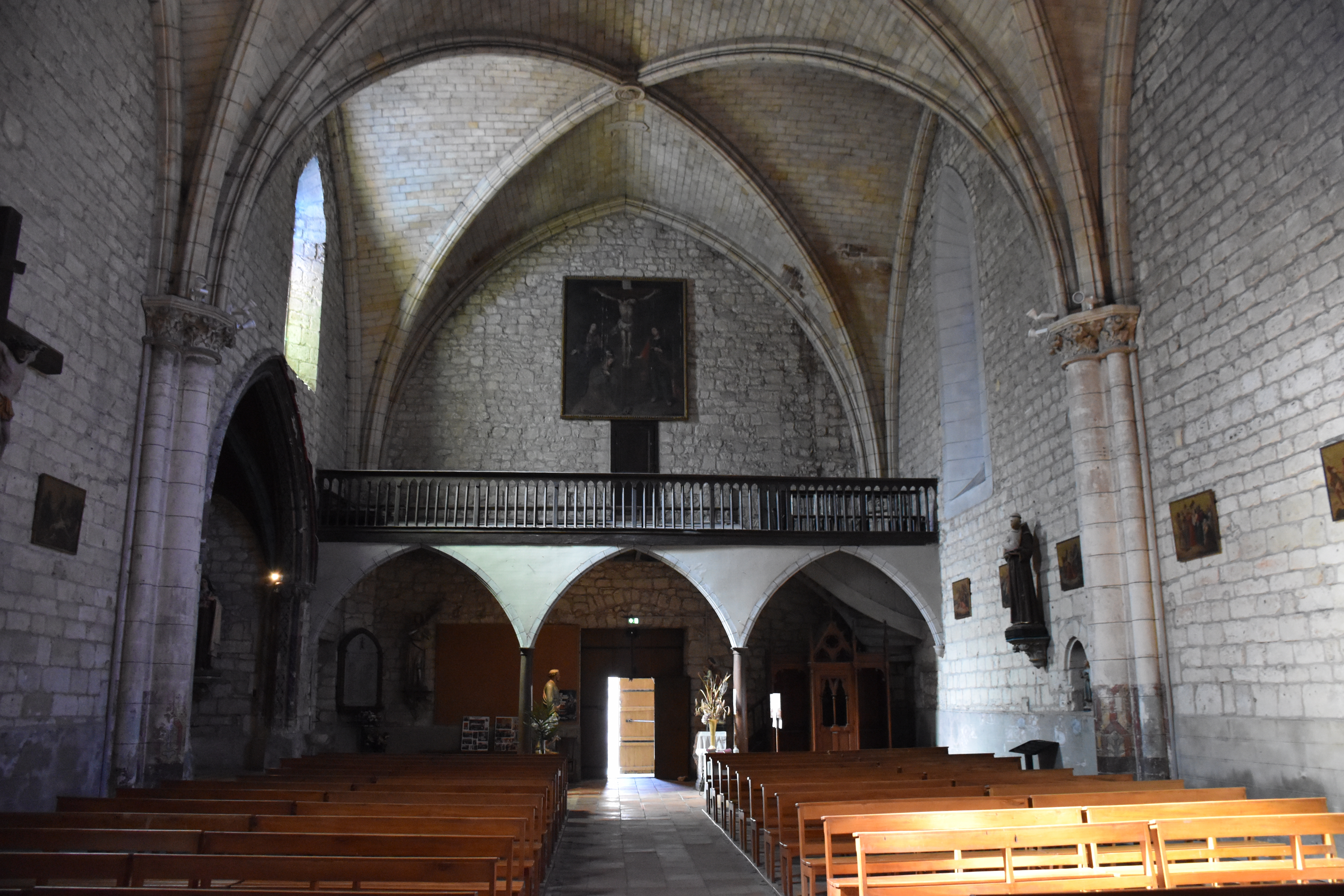
La nef côté porche.
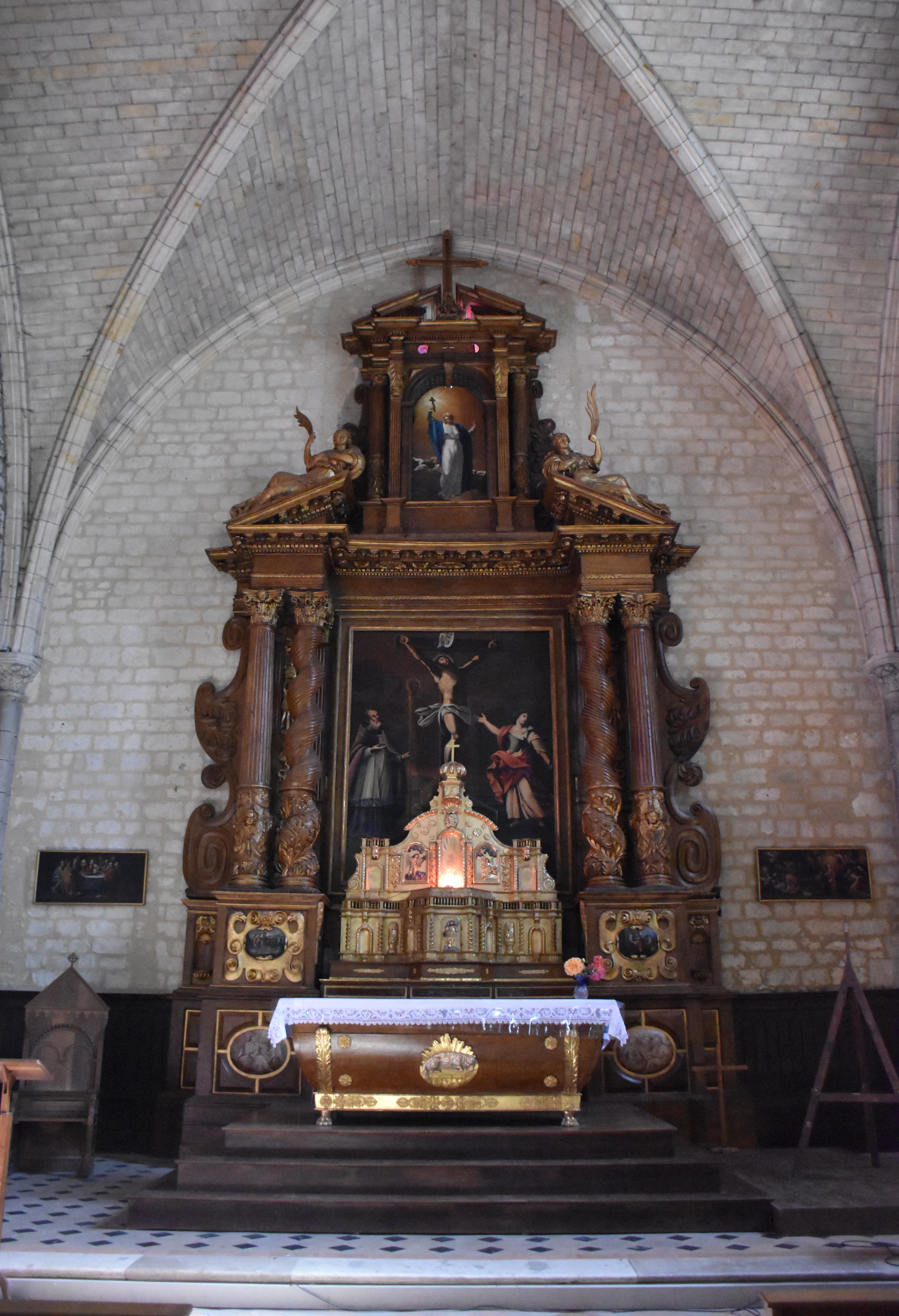
Le retable du maître-autel.
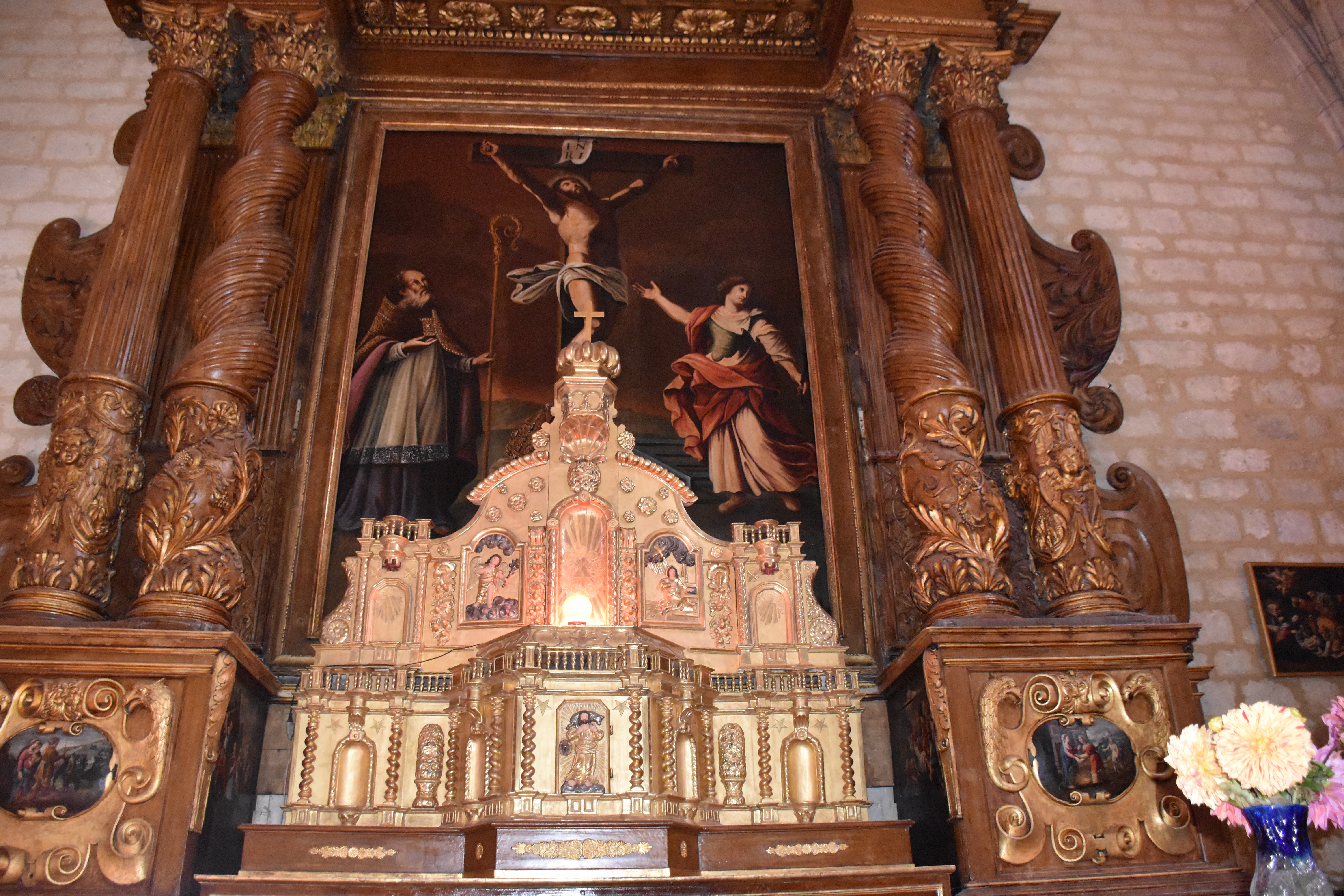
Le retable détail.

- Église Notre-Dame-Saint-Louis de Pompiac.

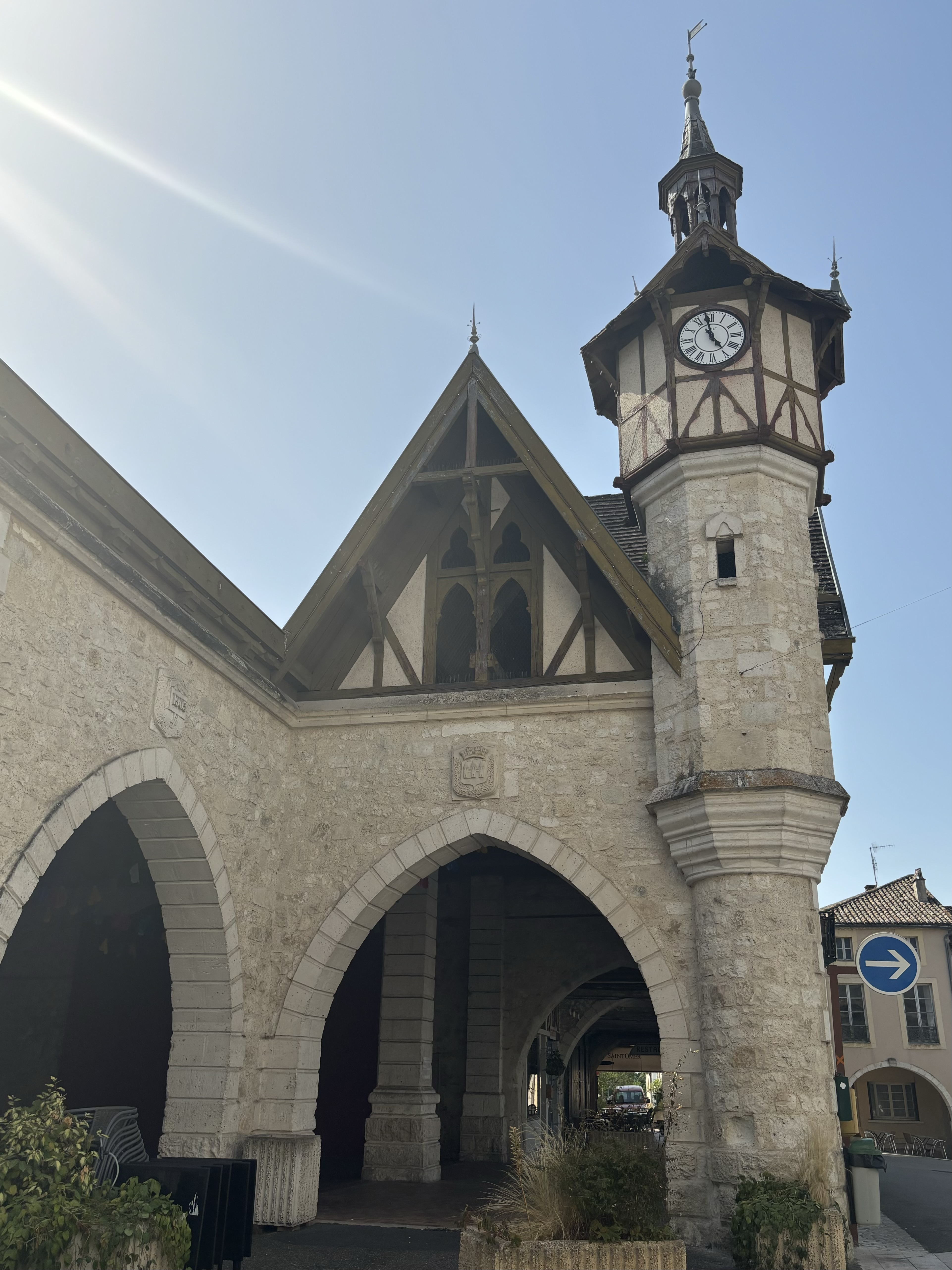
Halle de Castillonnès
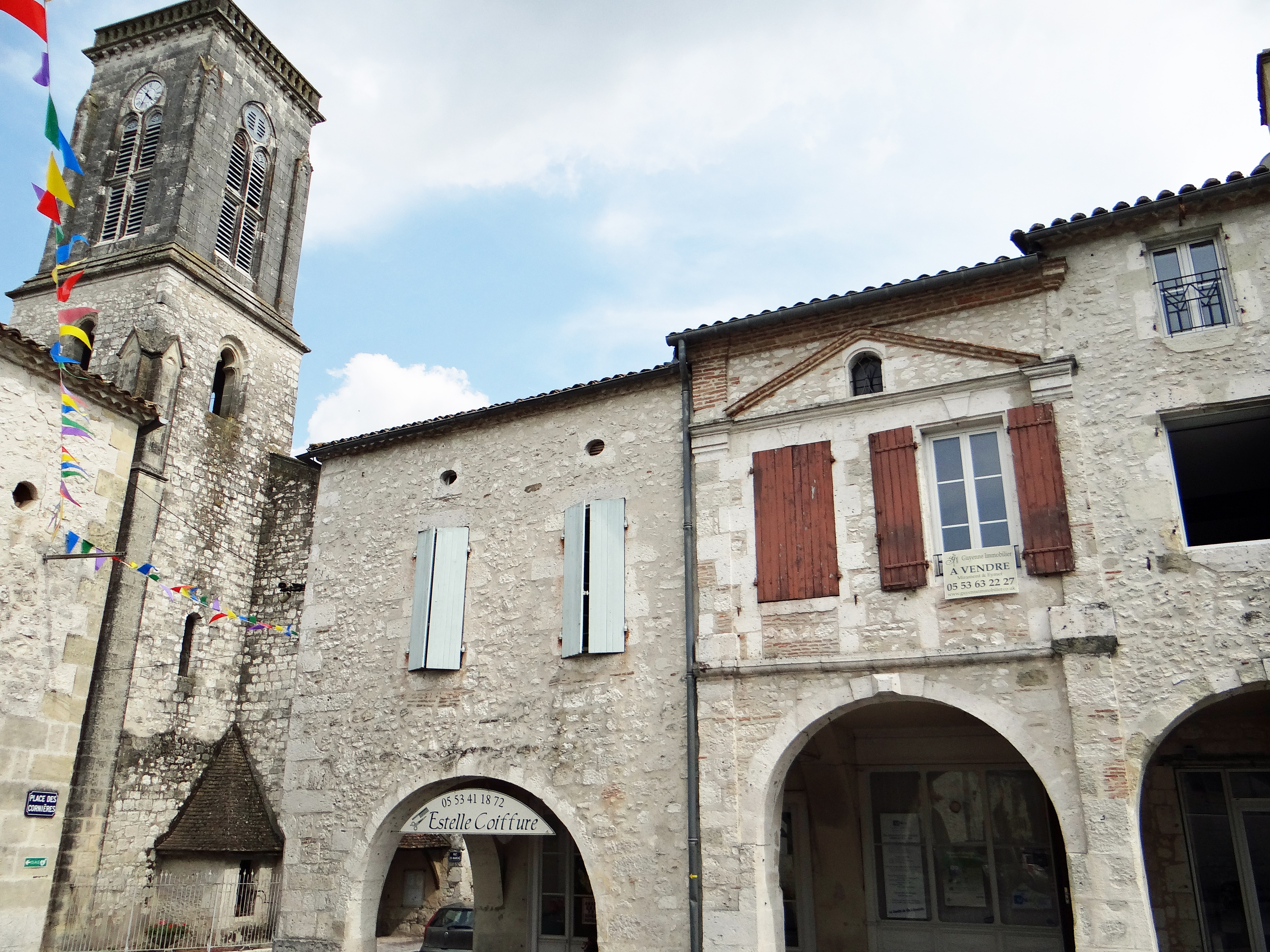
Église Saint-Pierre - Le clocher vue de la place des arcades
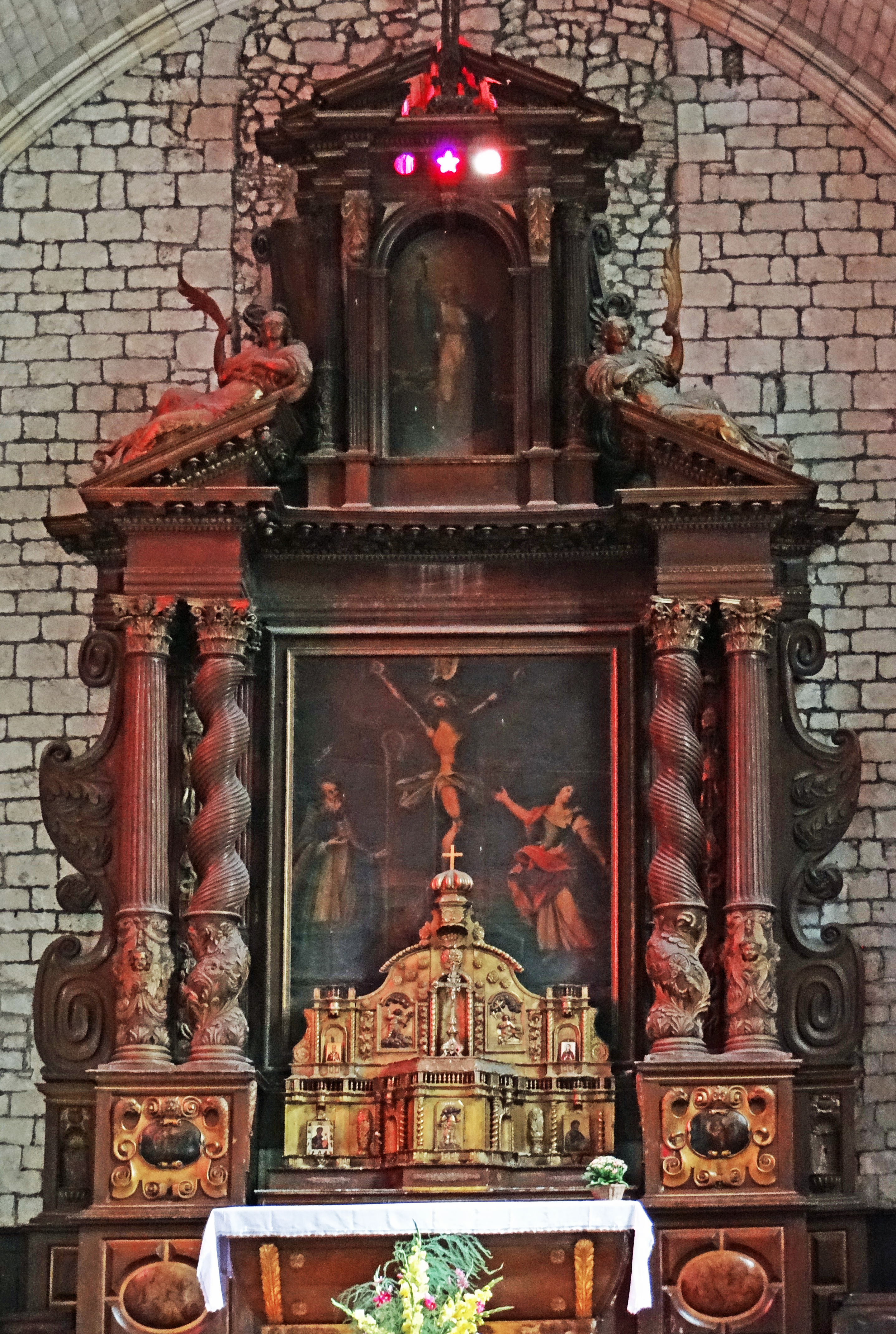
Retable du maître-autel de l'église Saint-Pierre.
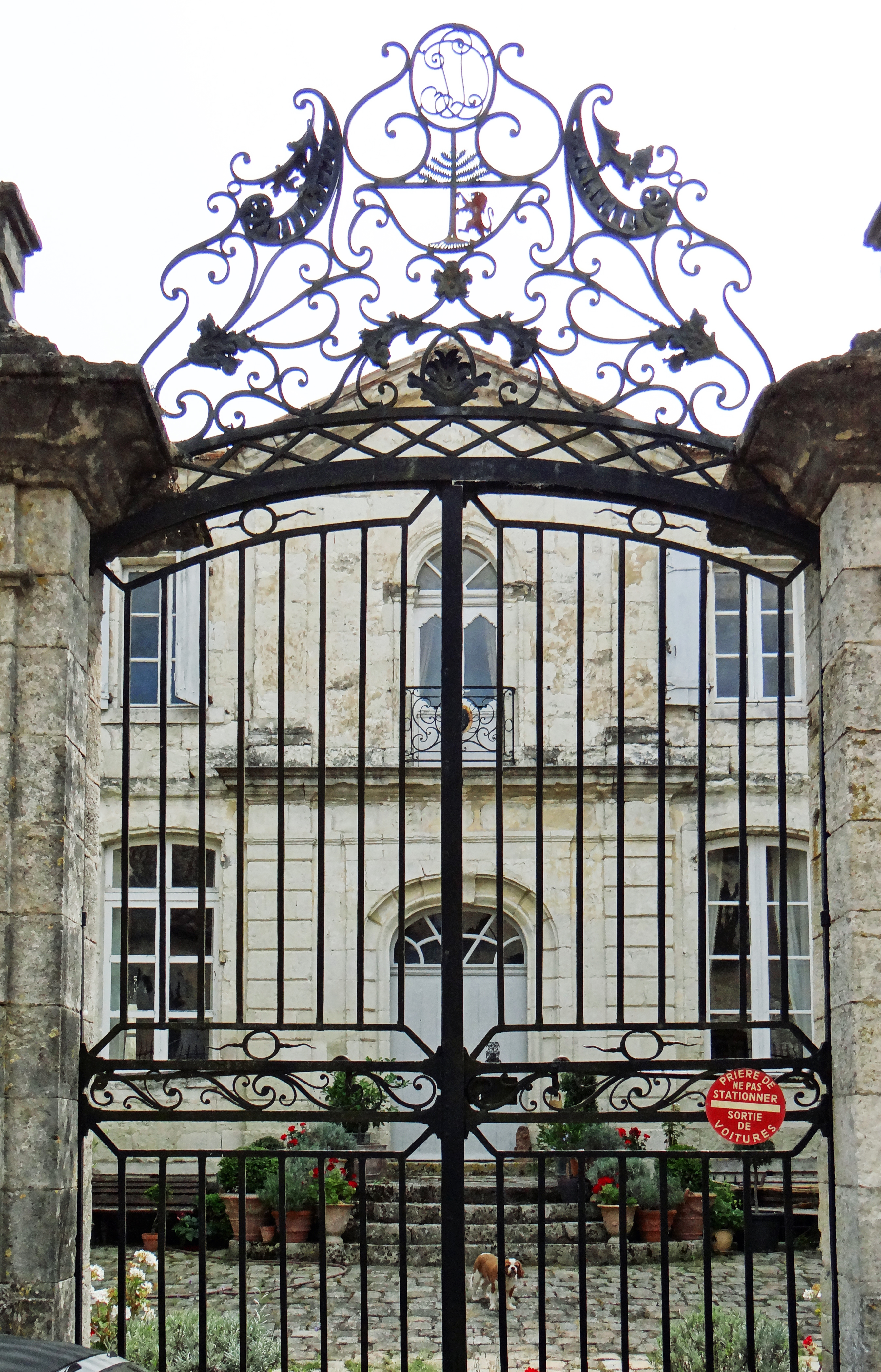
Portail de l'hôtel Cours de Thomazeau, 8 rue du Petit-Paris.
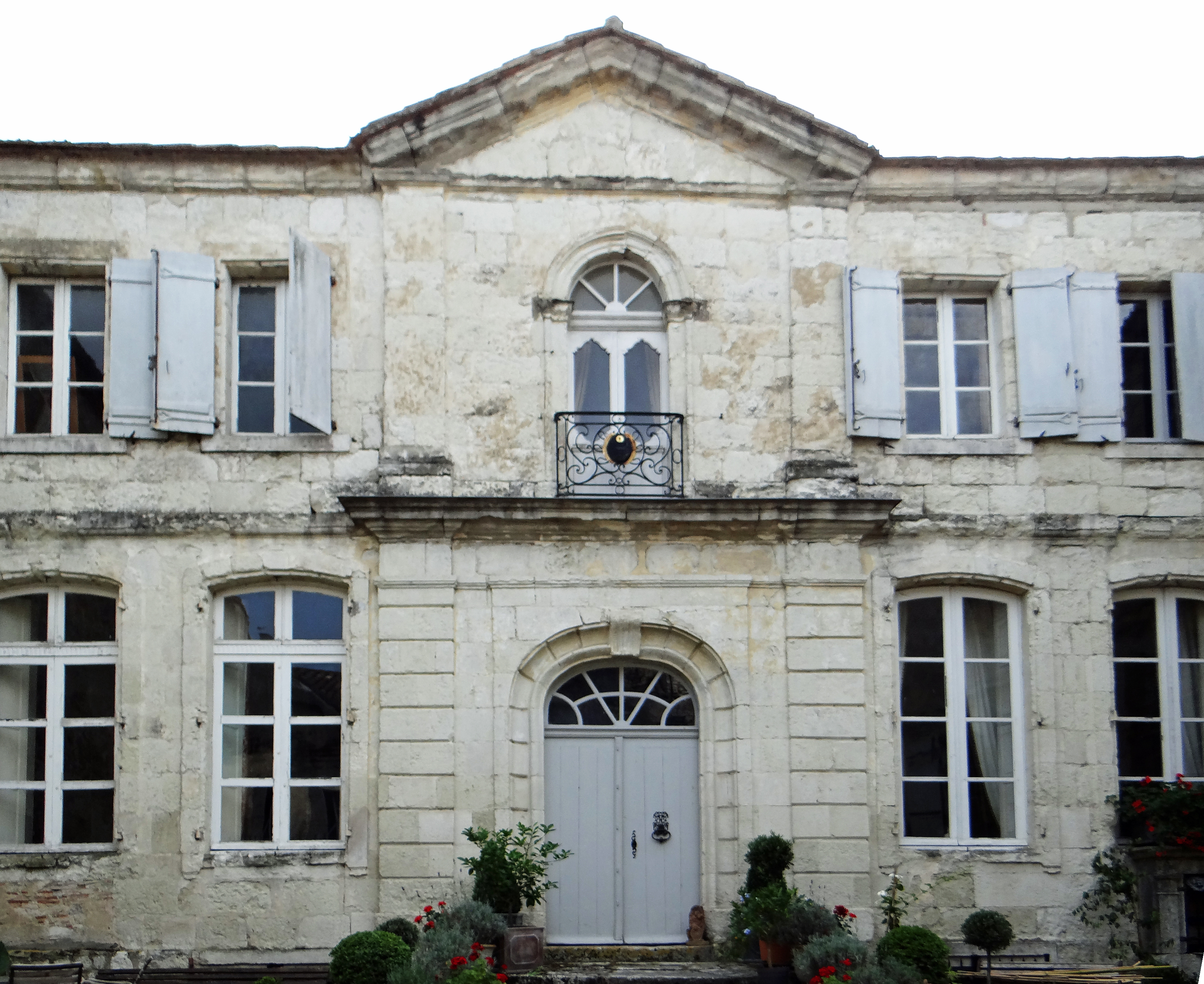
L'hôtel Cours de Thomazeau.

#### La place centrale de la bastide

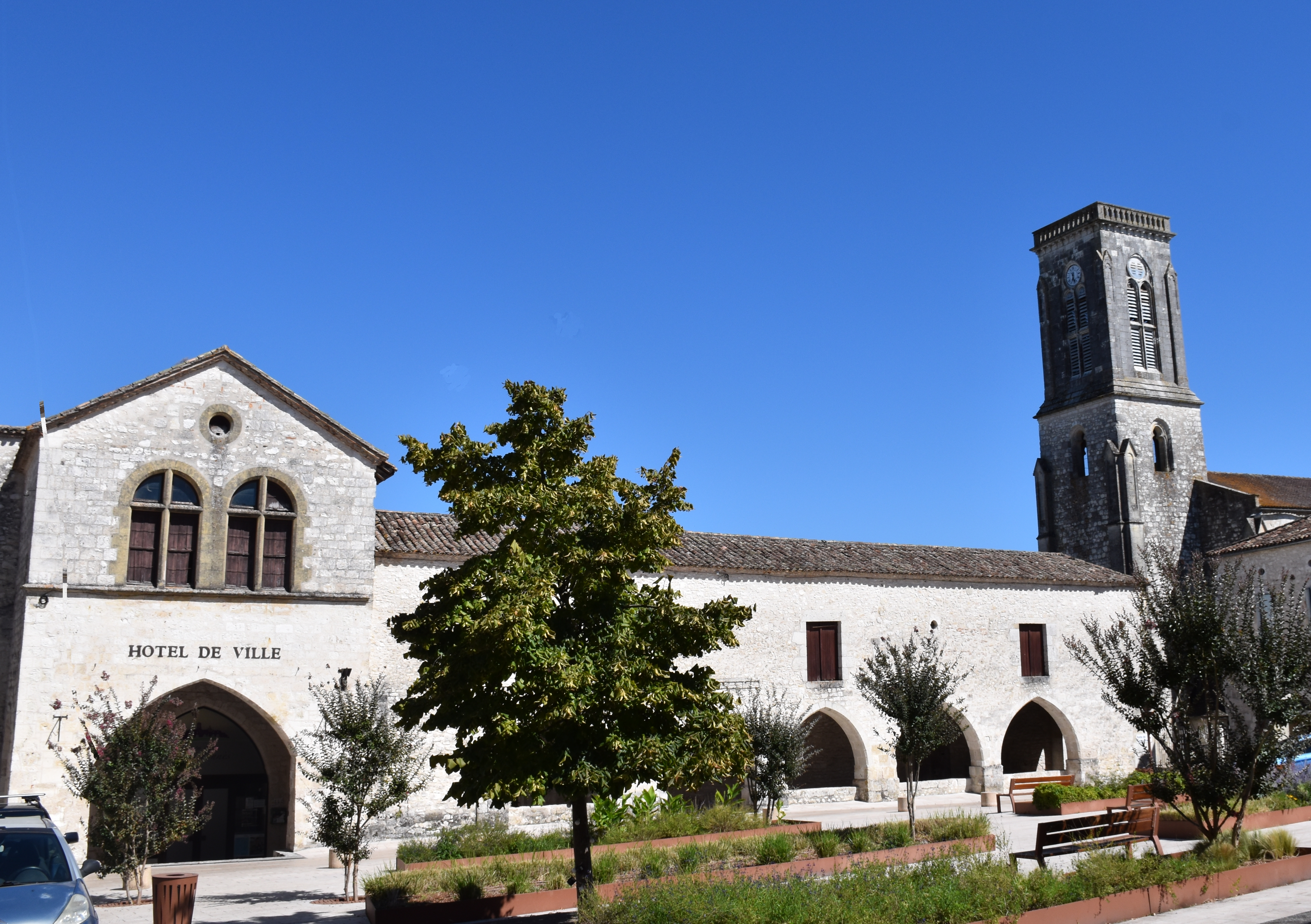
L'Hôtel-de-Ville et l'église.
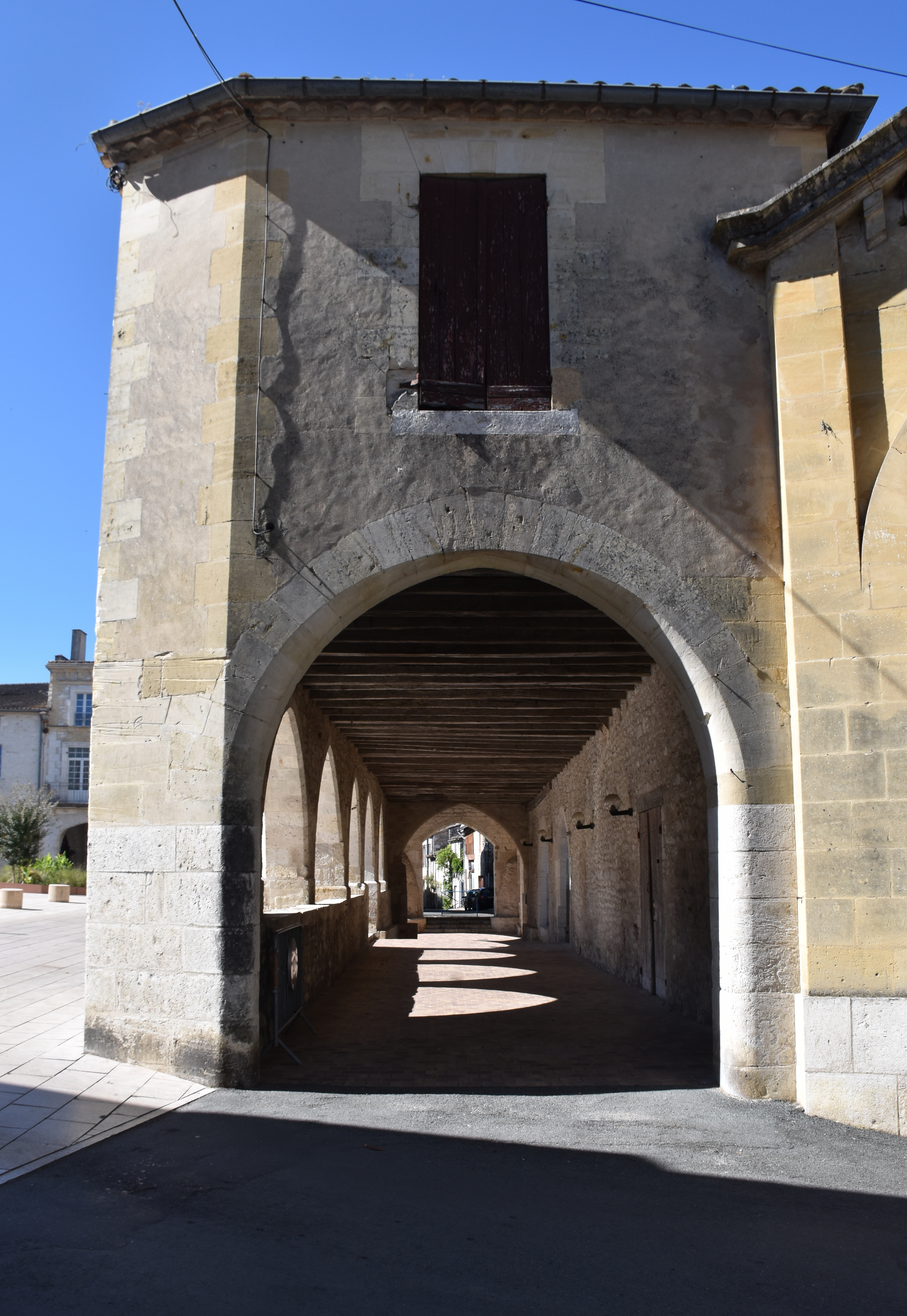
Les arcades sous l'Hôtel-de-Ville.
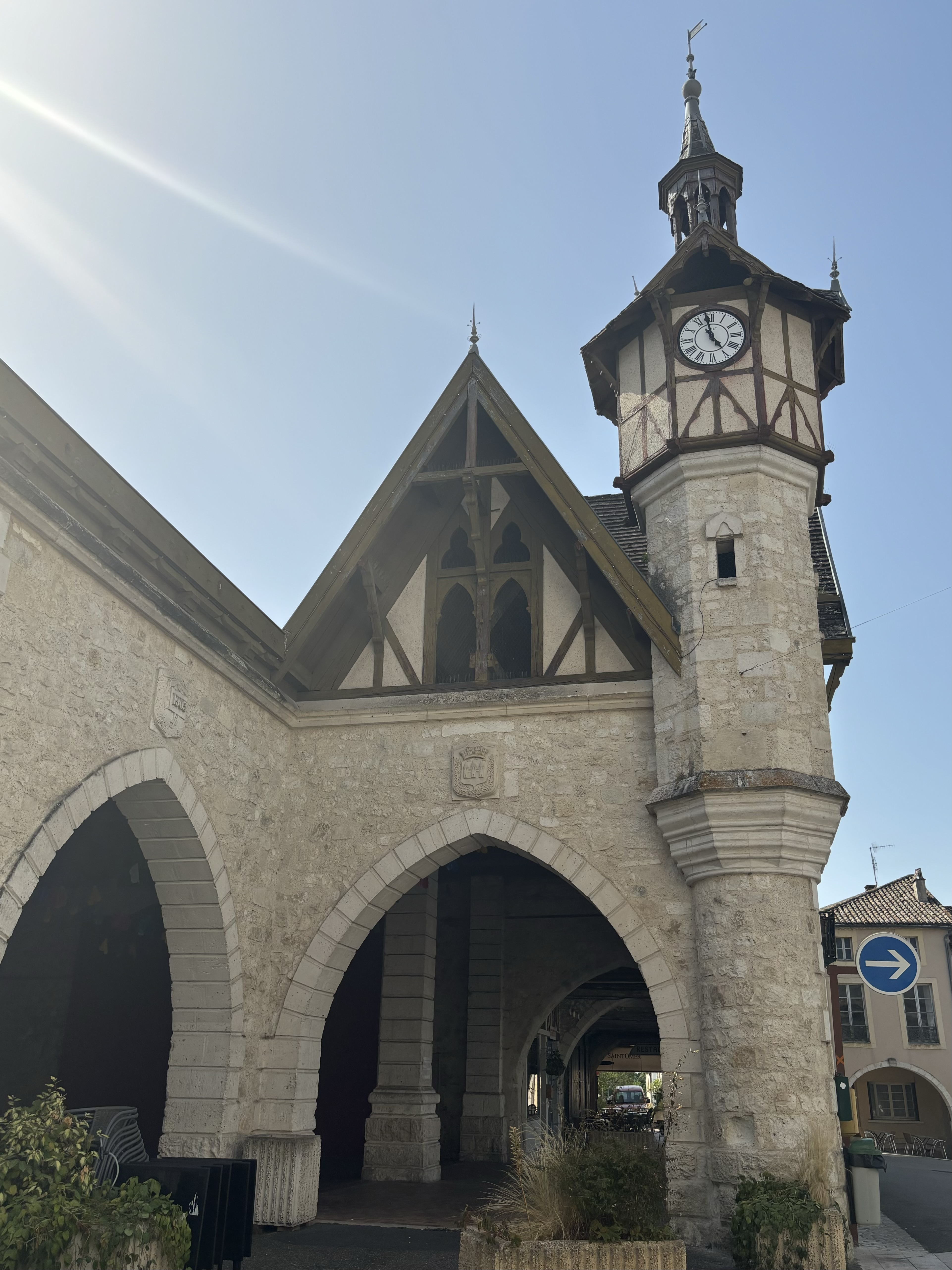
La halle et son  clocher en juillet 2024
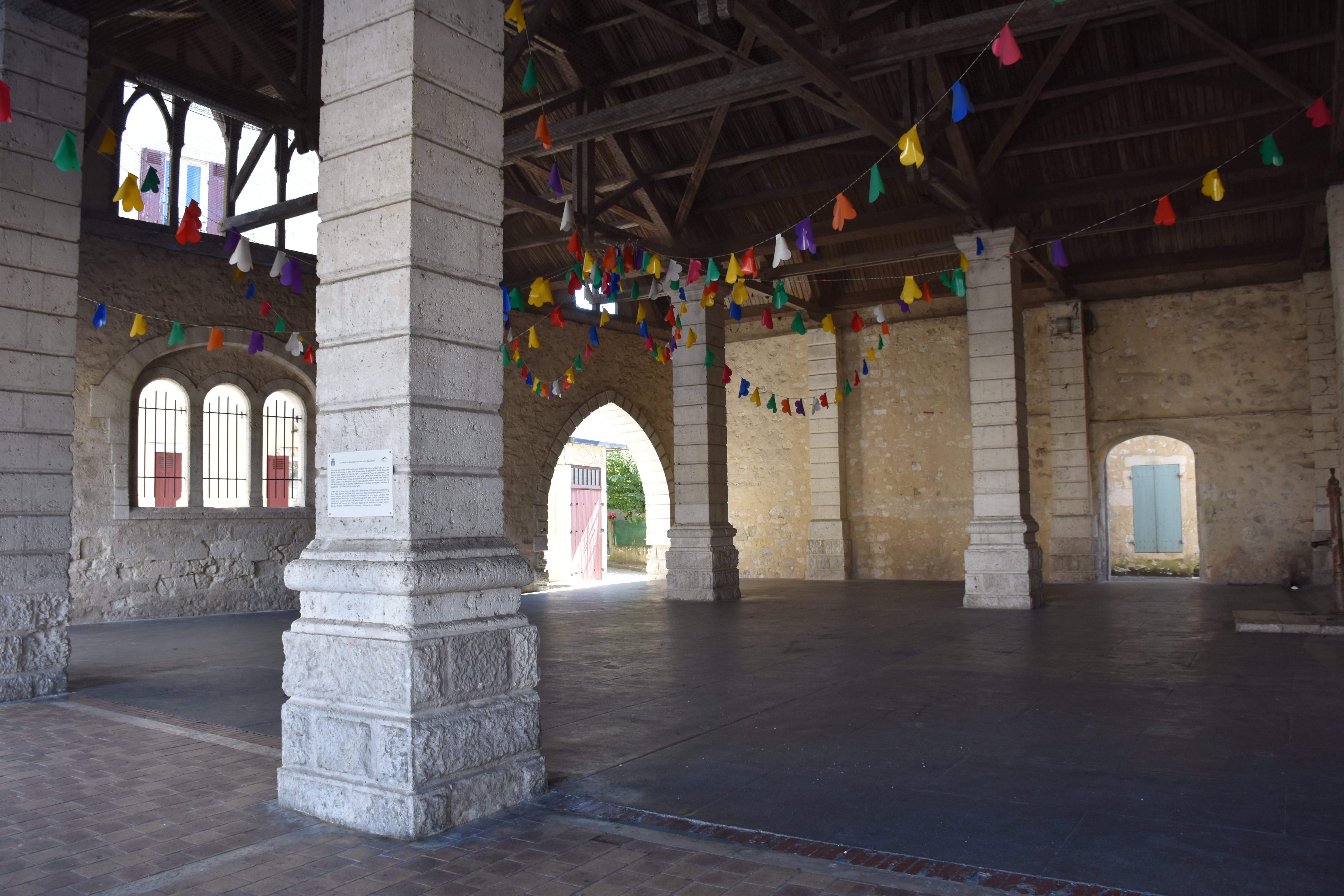
Intérieur de la halle.
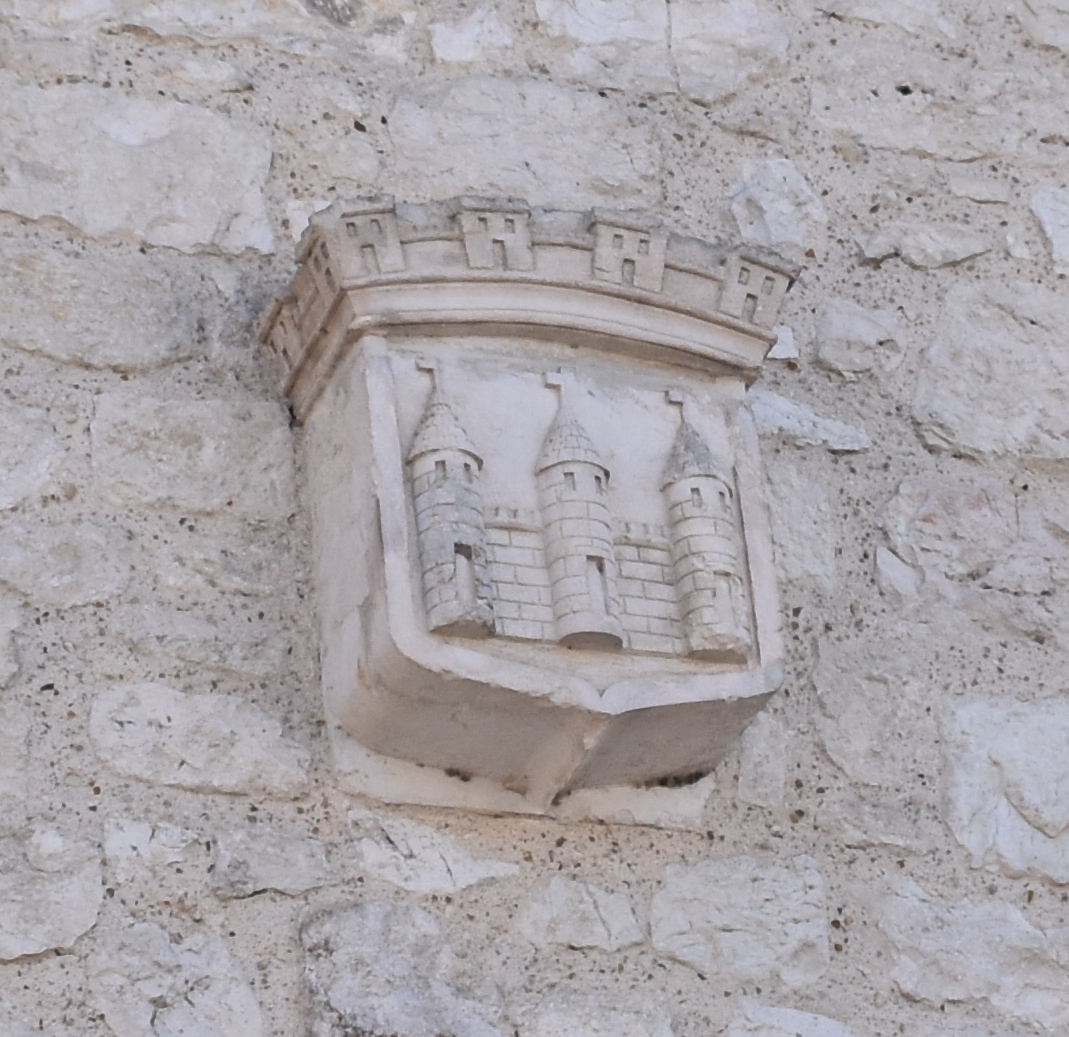
Blason de la ville.
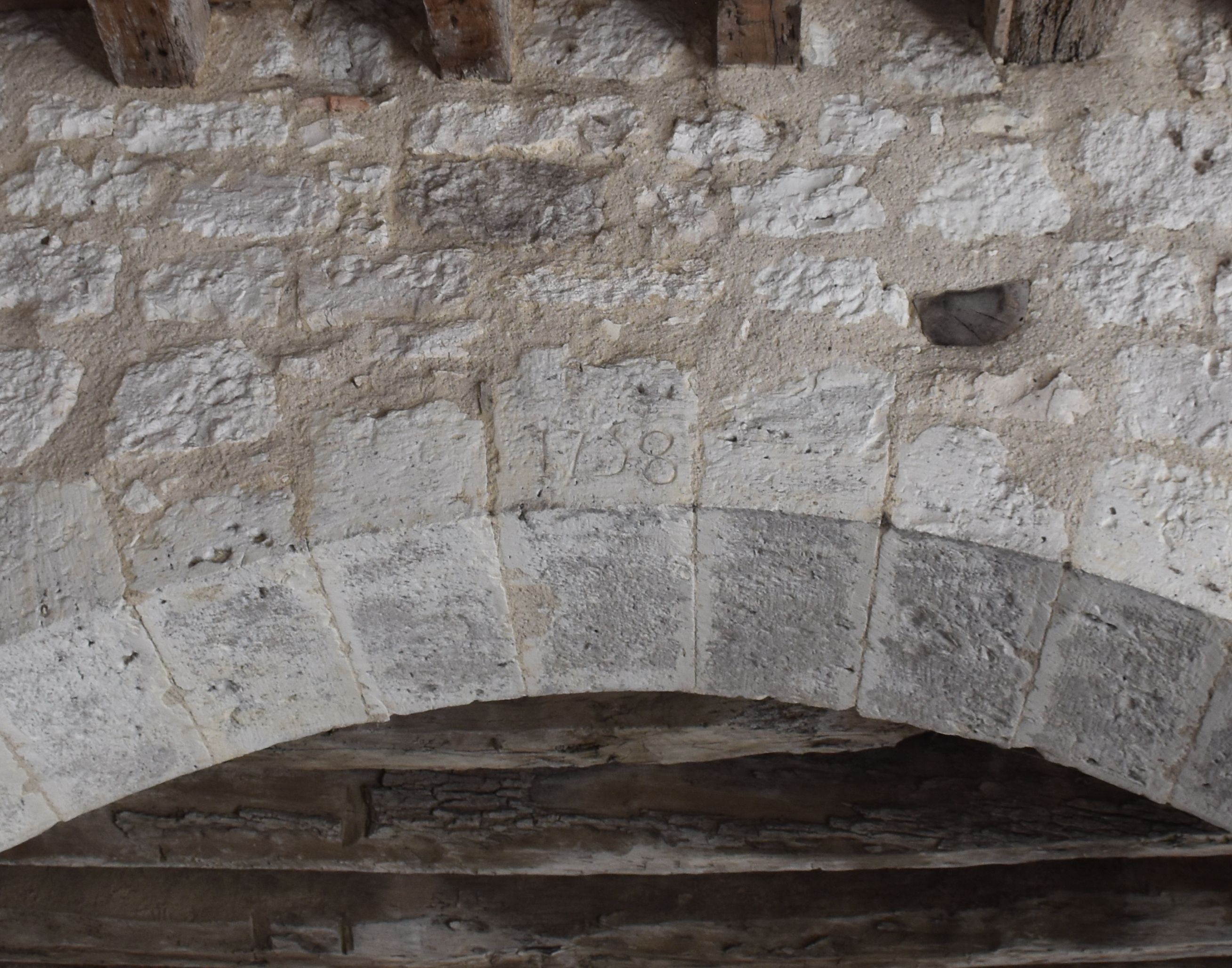
Clé de voûte des arcades datée de 1758.
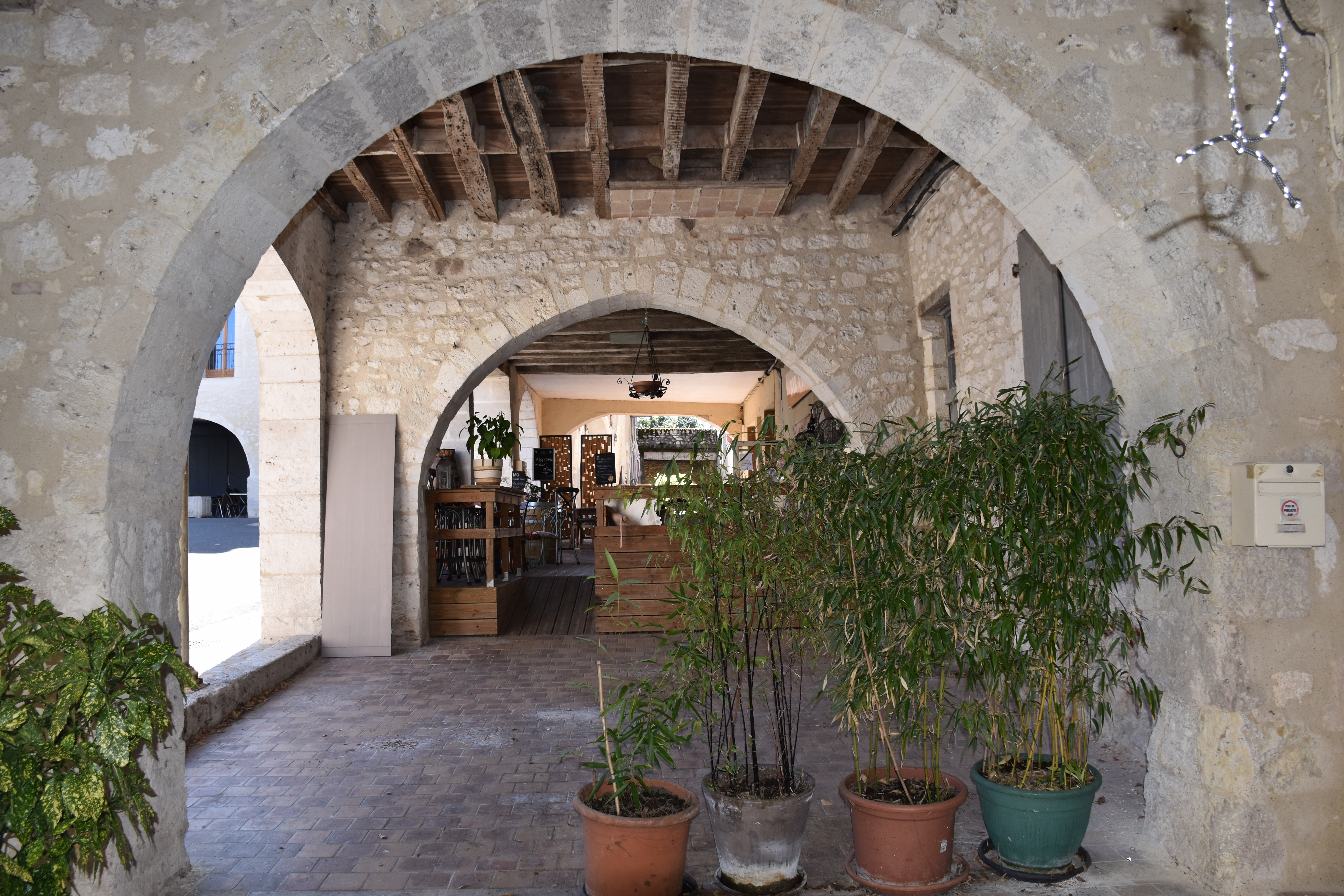
Vue des arcades marchandes.

### Personnalités liées à la commune
- Guillaume de Bagnols
- Jean Castagnez, député sous la Troisième République, militant de la SFIO et du Parti socialiste démocratique, né à Castillonnès.
- Pierre Castagnez (1898-1951), peintre, né à Castillonès.
- Ernest de Framond de La Framondie, député sous la Troisième République, né à Castillonès.
- Bernard Lavigne
- Henri du Périer de Larsan homme politique français né le 29 février 1844 à Bordeaux et décédé le 25 août 1908 à Castillonnès
- Léon-Jeffrey Hoare (1920-1991), historien de Castillonnès,ancien maire de Castillonnès[32]